# Eremobates scopulatellus
Eremobates scopulatellus är en spindeldjursart som beskrevs av Muma och Brookhart 1988. Eremobates scopulatellus ingår i släktet Eremobates och familjen Eremobatidae. Inga underarter finns listade i Catalogue of Life.